# Monogereion
Monogereion es un género botánico monotípico perteneciente a la familia de las asteráceas. Su única especie: Monogereion carajensis es originaria  de Brasil en la Amazonia.

## Descripción
Las plantas de este género sólo tienen disco (sin rayos florales) y los pétalos son de color blanco, ligeramente amarillento blanco, rosa o morado (nunca de un completo color amarillo).

## Taxonomía
Monogereion carajensis fue descrita por  G.M.Barroso & R.M.King  y publicado en Brittonia 23: 118. 1971.